# Thomas Butler, hrabě z Ossory
Thomas Butler, hrabě z Ossory (Thomas Butler, Earl of Ossory, 1st Baron Butler of Moore Park) (8. července 1634, Kilkenny Castle, Irsko – 30. července 1680, Londýn, Anglie) byl anglický a irský vojevůdce, státník a dvořan. Pocházel ze starého irského rodu Butlerů, jako syn a dědic vévody z Ormonde užíval titulu hraběte z Ossory. Dosáhl nejvyšších hodností v armádě i námořnictvu a krátce byl místokrálem v Irsku. Byl rytířem Podvazkového řádu. Jeho nejstarším synem a dědicem byl James Butler, 2. vévoda z Ormonde.

## Životopis
Narodil se na rodovém sídle Kilkenny Castle v Irsku jako druhorozený syn 1. vévody z Ormonde. Mládí strávil v Irsku, poté absolvoval kavalírskou cestu se studiem ve Francii a Nizozemí, v roce 1652 odjel do Anglie, kde byl pro podezření z royalismu uvězněn (1655-1656). Poté odešel do Nizozemí a spolu s otcem se podílel na restauraci Stuartovců v roce 1660. V roce 1660 byl jmenován členem irské Tajné rady, v letech 1661-1662 byl poslancem irského parlamentu, od roku 1662 byl jako hrabě z Ossory irským peerem. Zároveň zasedal v anglické Dolní sněmovně (1662-1666; v parlamentu zastupoval přístav Bristol), poté získal anglický titul barona a vstoupil do anglické Sněmovny lordů, od roku 1666 byl též členem anglické Tajné rady.
Souběžně pokračoval v kariéře ve vojsku a námořnictvu, od roku 1665 byl v hodnosti generálporučíka jedním z velitelů v Irsku, v letech 1664-1665 a 1668-1669 zastupoval svého otce ve funkci irského místokrále (1668-1669 byl fakticky místokrálem). Jako úspěšný námořní velitel vynikl ve válkách proti Nizozemí (1665 a 1672), v roce 1672 byl mimořádným vyslancem ve Francii, kde dostal nabídku ke vstupu do námořních služeb Ludvíka XIV. Po návratu do Anglie získal Podvazkový řád (1672) a v námořnictvu dosáhl hodnosti viceadmirála (1673), byl též velitelem v Severním moři. V letech 1675-1679 byl jedním z lordů admirality, spolu s otcem zasedal také ve výboru Tajné rady pro obchod a kolonie (1675-1680). Mimoto zastával funkce u dvora a v letech 1678-1680 byl lordem komořím královny Kateřiny. V roce 1680 byl jmenován guvernérem v Tangeru, ale funkci nepřevzal, protože náhle zemřel.

## Rodina

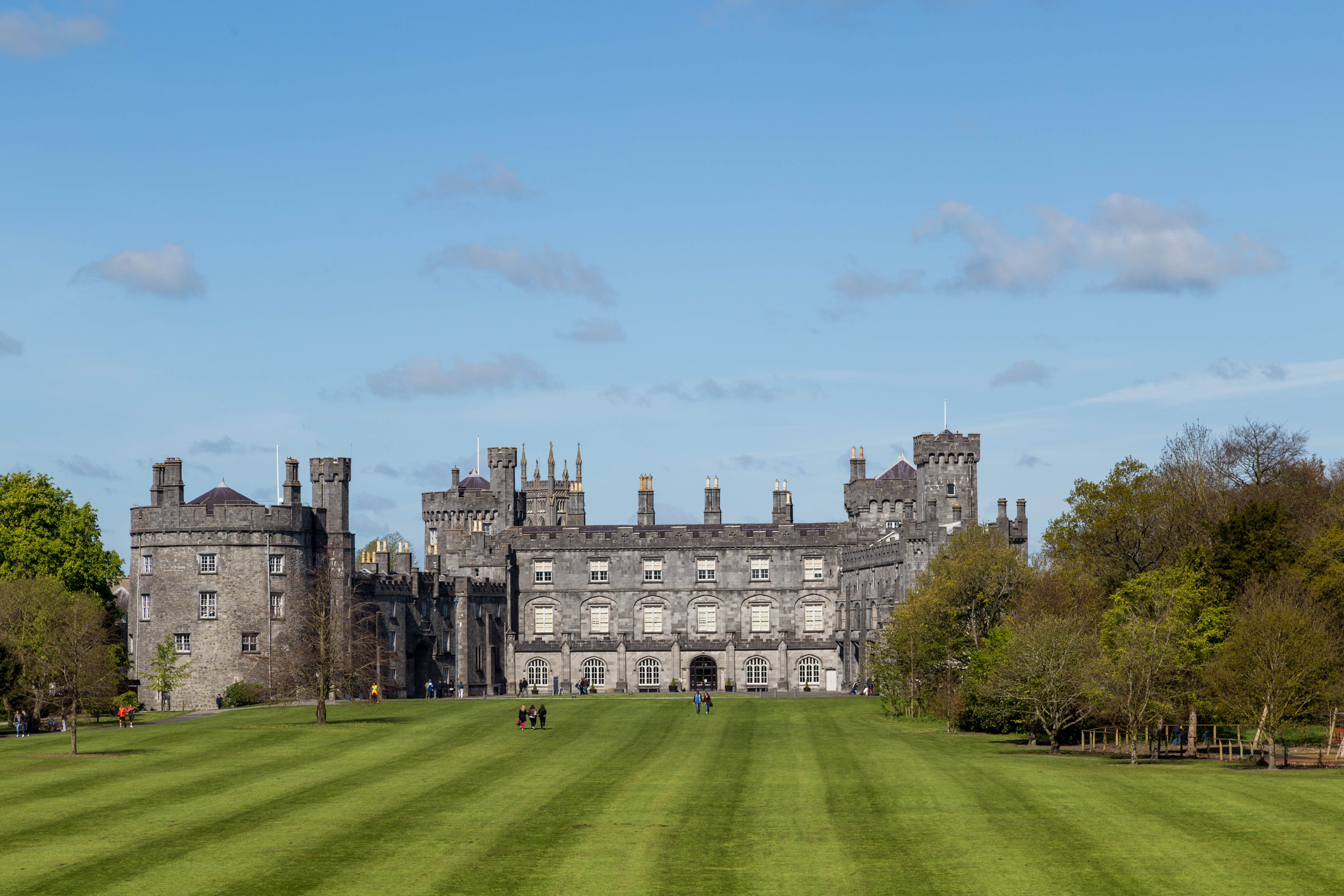
Kilkenny Castle (Irsko), rodové sídlo Butlerů a rodiště hraběte z Ossory

Během exilu v Nizozemí se v roce 1659 oženil s Amelií Nassau (1635-1684) z vedlejší linie oranžského rodu, tento příbuzenský vztah později rod Butlerů přivedl k podpoře nástupu Viléma Oranžského v roce 1688. Z jejich manželství pocházelo pět dětí, z nichž dva synové zdědili titul vévody z Ormonde. Titul vévodů byl v roce 1715 potomkům odňat.
Potomstvo:
- Elizabeth Butler (1660-1717), manžel 1673 William Stanley, 9. hrabě z Derby (1656-1702)
- James Butler, 2. vévoda z Ormonde (1665-1745), generál, místokrál v Irsku
- Charles Butler (de iure 3. vévoda z Ormonde), hrabě z Arranu (1671-1758), generál
- Henrietta Butler (1677-1724), manžel 1697 Henry Nassau, 1. hrabě z Granthamu (1673-1754), nejvyšší komoří královny Karolíny